# Alosa mediocris
Alosa mediocris, in den USA als Hickory shad bezeichnet, ist ein Fisch aus der Familie der Alosidae. Sie ist an der Ostküste der Vereinigten Staaten von Florida bis zum Golf von Maine verbreitet. Sie gehört zu den Wanderfischen. Das heißt, sie laicht in Flüssen, verbringt aber den größten Teil ihres Lebens im Meer. Sie wird oft gefischt und aufgrund der Ähnlichkeit auch oft mit der nah verwandten Alosa sapidissima verwechselt.

## Verbreitung und Habitat, Verhalten

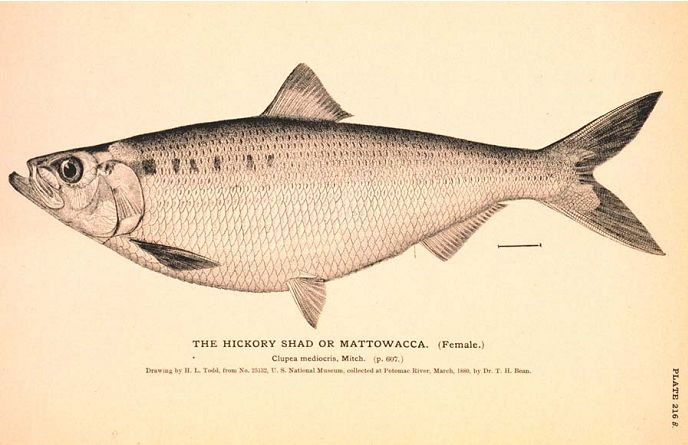
Zeichnung in einem Fischführer

Alosa mediocris kommt von Florida bis Maine vor, ihre größte Populationsdichte erreicht sie in der Chesapeake Bay und an der Küste von North Carolina. Angegeben werden Vorkommen von Cape Cod, Massachusetts, im Norden bis St. Johns River, Florida, im Süden. Sie tritt in Schwärmen auf. Die laichreifen Fische wandern in die Ästuare und Süßwasserflüsse wie zum Beispiel St. Johns River (Florida) und Patuxent River (Maryland) ein, um im Frühjahr zu laichen. Ihre jährlichen Wanderungen sind kaum dokumentiert.
Das Ablaichen erfolgt zwischen Dezember und Juni, am frühesten in Florida und mit zunehmender Geographischer Breite immer später. Die leicht klebrigen und bodenliegenden (demersalen) Eier haben etwa 1 mm Durchmesser und werden offenbar zufällig über Schotterbänken in mäßig schnell fließendem Wasser verstreut. Nach dem Laichen driften die Eier entlang des Flussbetts, während sich die Jungfische entwickeln. Die Anzahl an Eiern schwankt zwischen 43.000 und 475.000 pro Weibchen und obwohl alle Stadien der Eier und Jungfische beschrieben wurden, ist nur wenig über ihre Verbreitung, Ökologie und Wachstumsraten bekannt.
Alosa mediocris kann ein Alter von bis zu sieben Jahren erreichen. Beide Geschlechter werden nach 2–4 Jahren geschlechtsreif und können mehrmals laichen. Weibchen sind größer als Männchen; in Florida beträgt die durchschnittliche Länge der Weibchen 37 cm und der Männchen 34 cm.
Die Fische sind Fischfresser, die sich vor allem von anderen kleinen Fischen ernähren. Auch Krebstiere und Tintenfische gehören zu ihrer Beute.

## Sportfischen
Die Fische haben einen relativ geringen wirtschaftlichen Wert. Sie werden jedoch für Sportfischer immer beliebter. In den späten 1980ern und frühen 1990ern erschienen einige Artikel in Angelmagazinen. Daraufhin nahmen sich weitere Angelmagazine (Fly Fisherman 2002) und Sport-Redaktionen lokaler Zeitschriften (i. e., The Washington Post, 1988, 2000) des Themas an (“Hickory Shad are Running!”). Außerdem wurden sie, als einzige der vier Alosa-Arten, in den 1990er Jahren häufiger. Beliebteste Fischgewässer sind der Roanoke River und seine Zuflüsse Cashie, Tar und Neuse. Ihre wirtschaftliche Bedeutung wird hier heute auf mehrere Millionen Dollar pro Jahr abgeschätzt. Die Nutzung wird heute, wegen ernsthafter Gefahr der Überfischung streng reglementiert.